# Rahime Perestu szultána
Rahime Perestu Sultan (irgalom és fecske; Szocsi környékén, 1830 k. – Isztambul, 1904), más néven Rahime Perestu Kadın, I. Abdulmedzsid szultán első törvényes felesége volt az Oszmán Birodalomból. A válide szultána címet és pozíciót kapta, amikor 1876-ban fogadott fia, II. Abdul Hamid trónra lépett, így ő lett az Oszmán Birodalom utolsó érvényes szultánja.

## Története
Rahime Perestu Sultana I. Abdul-Mejid oszmán szultán negyedik felesége, II. Abdul-Hamid szultán és Cemile szultán nevelőanyja volt.
Perestu Kadın-efendi 1832-ben született Szocsiban, az Ubykh-arisztokráciához tartozó családban: apja Gok Gogen herceg volt, maga Perestu születésekor a Rakhime nevet kapta.
A családnak Rahime mellett három fia – Musztafa, Hüseyin, Hasszán – és egy lánya, Fatma volt; később, amikor Rahime a szultán felesége lett, testvérei földbirtokokat kaptak, húga pedig Fatma Güljemal-khanim néven udvarhölgye lett. Fatma Güljemal Menapirzade Neshet-bejhez ment feleségül, akitől három fia született: Hayri, Izzet és Esad Işık[tr] (1865-1943). Fatma két idősebb fia kormányzati tisztséget töltött be, a harmadik, Esad pedig Törökország elismert szemészorvosa volt; Esad fia, Hasan Esat Işık[tr] török diplomata volt, 1974 január-novembere között Törökország nemzetvédelmi minisztere is volt.

## Kadın-efendi
A lányt egyéves korában szülei beleegyezésével Abdul-Hamid  gazdag, de gyermektelen lánya, Esma szultán fogadta be. A lány különösen kecses, törékeny és elegáns volt, ezért Esma, aki szenvedélyesen szerette a gyermeket, a "Piristu" nevet adta neki, ami perzsául pávát jelent, de a palotában a "Perestu" név torzított változatát használták. Az Esma háztartásában élő kalfák is szerelmesek voltak a lányba, sőt "kánim szultán"-nak nevezték el, amely címet a szultánok unokái kapták női ágon. Esma szultán kiváló oktatásban és nevelésben részesítette a lányt, gondoskodással és szeretettel vette körül. Pirisztunak szőke haja és kék szeme volt; hangja dallamos volt, bár halkan és ritkán beszélt.
Mint I. Abdul-Mejid I. unokája, Hamideh Ayşe Sultan később felidézte, nagyapja meglátta a tizennégy éves Pirisztut a nagynénje kertjében, és azonnal beleszeretett. Megkérdezte a nevét, de a rémült lány nem szólt semmit, és elszaladt. Ekkor a szultán elment Esmához, és megkérdezte tőle, ki az a nimfa, aki a házában lakik. Esma a szultán azonnal rájött, hogy mi a baj, de nem árulta el. Azt mondta, hogy az egyik cselédje volt, és összehívta a lányokat, abban a reményben, hogy unokaöccse közülük választ egyet. Abdul-Mejid azonban felháborodott volna, ezért Esma úgy döntött, hogy megmutatja neki a cselédjét. A lány parancsára Perestu kávét szolgált fel a szultánnak, és amikor Esma és Abdul-Mejid kettesben maradtak, a szultán bevallotta, hogy a lány, aki a kávét szolgálta fel, az ő nimfája. Kérte, hogy a nagynénje adja oda neki a lányt, de az kijelentette: "Kedves fiam! Ez a lány az én gyermekem; egyéves kora óta én gondoskodom róla, így egy fontos személyhez adhatom férjhez, méghozzá megfelelő ceremóniával. Azt akarom, hogy férjhez menjen – ez minden, amit megígérhetek". A szultán ekkor azt mondta, hogy nincs nála fontosabb ember, és ha Esma úgy kívánja, feleségül veszi Peresztut.
Az esküvőre alig egy héttel később, 1856. január 20-án került sor Esma villájában, magas állami tisztviselők jelenlétében. A ceremónia után az ifjú pár ünnepélyesen bevonult a szultáni palotába a főkapun keresztül. A hárem női felében pazar ünnepségeket tartottak, amelyen részt vettek a dinasztia tagjai, a szultán és az örökösök feleségei, valamint a birodalom minisztereinek feleségei. Esma nem maradt sokáig az ünnepségen: megcsókolta az ifjú párt, felolvasott egy imát az egészségükért, majd visszavonult a villájába.
A szultán nagy szerelme ellenére a házasság gyermektelen maradt. Abdul-Mejid kilencedik felesége, Düzdil Kadın-efendi 1845-ben meghalt, és egy kétéves kislányt, Cemile-t hagyott hátra. Férje, Perestut bízta meg a kislány nevelésével. Nyolc évvel később meghalt Tirimyuzhgan Kadın-efendi, a későbbi II. Abdul-Hamid szultán édesanyja, aki akkor mindössze tizenegy éves volt. Tirimyuzhgan közel állt Peresztuhoz, és halála előtt megkérte a szultánt, hogy bízza rá fia gyámságát.

## Valide szultán
II. Abdul-Hamid 1876-ban lépett trónra. Perestu saját gyermekeként nevelte őt és Cemile-t, és Abdul-Hamid hálája jeléül a Walide szultáni címet adományozta nevelőanyjának. Elődeivel ellentétben Perestu nem mutatott érdeklődést a politika iránt. Abdul-Hamid maga is úgy vélte, hogy a sevkefza szultán (V. Murád anyja) és a pertevniál szultán (Abdul-Azíz anyja) beavatkozása hátrányosan befolyásolja az államügyeket és a dinasztia hírnevét; a trónra lépését követő napon felkereste validejét, és így szólt: "Egyetlen nap sem éreztette velem saját anyám hiányát. Akárhogy is van, én nem tekintelek téged másnak, mint a saját anyámnak, és ezért adományozom neked a szultán anyja címet  és az ezzel járó összes jogot és kiváltságot. De nem kívánom, hogy beavatkozz az államügyekbe, sem a tanácsban, sem a hivatalnokok védelmében." Perestu azonban továbbra is részt vett a palota ügyeiben; vallásosságáról is ismert volt, és sok időt töltött imádkozással. Hivatalos fogadásokon is részt vett: 1885-ben, II. Oszkár és Nassaui Zsófia látogatása idején Perestu a háremében látta vendégül a svéd királynőt. Perestu lett az utolsó valide szultán az Oszmán Birodalomban.
Perestu 1904 december elején megbetegedett. Fia tudta nélkül egy macskei villába ment, ahol december 11-én meghalt. Amint Hamide Aishe megjegyezte, Perestu körülbelül nyolcvanéves korában halt meg.
Perestu  a halála előtt nem sokkal elkezdte saját türbéjének építését, de az építkezés nem fejeződött be, anyja halála után Abdul-Hamid befejezte az építkezést. Peresztut eredetileg a Mihrishah szultán türbéjében temették el, de maradványait később saját türbéjébe szállították át Eyüp városába.

## Fordítás
Ez a szócikk részben vagy egészben  a   Rahime Perestu Sultan című angol Wikipédia-szócikk ezen változatának fordításán alapul.  Az eredeti cikk szerkesztőit annak laptörténete sorolja fel. Ez a jelzés csupán a megfogalmazás eredetét és a szerzői jogokat jelzi, nem szolgál a cikkben szereplő információk forrásmegjelöléseként.